# Elymnias undularis
Elymnias undularis är en fjärilsart som beskrevs av Dru Drury 1773. Elymnias undularis ingår i släktet Elymnias och familjen praktfjärilar. Inga underarter finns listade i Catalogue of Life.